# Georg Misch
Georg Misch (Berlino, 5 aprile 1878 – Gottinga, 10 giugno 1965) è stato un filosofo tedesco.

## Biografia
Autore di un'importante, quanto poco studiata, Storia dell'autobiografia, e fautore, con la raccolta di saggi Filosofia della vita e fenomenologia (1930), di un confronto critico tra la "filosofia della vita" di Wilhelm Dilthey e la fenomenologia di Edmund Husserl e Martin Heidegger, Georg Misch è stato, insieme a Herman Nohl e Bernhard Groethuysen, Eduard Spranger e Erich Weniger, Otto Friedrich Bollnow e Joseph König, uno dei maggiori esponenti di quella "corrente diltheyana" che, dalla filosofia alla pedagogia, dalla Geistesgeschichte alla critica letteraria e alla psicologia, ha esercitato un vasto e talora sotterraneo influsso sulla cultura tedesca del Novecento.

## Opere
- Geschichte der Autobiographie, Leipzig/Berlin 1907 due volumi (Vol. 1 terza edizione 1969; Vol. 2 seconda edizione. 1955; traduzione inglese A History of Autobiography in Antiquity, Londra, Routledge, 2003.

Das Gesamtwerk umfasst 4 Bände in 8 Halbbänden und ist seit 1985 beim Verlag Klostermann, Frankfurt a. M.
- Band I: Das Altertum. Verlag Teubner, Leipzig und Berlin 1907, 2. Auflage. 1931

3., stark vermehrte Auflage in 2 Teilbänden:
Erste Hälfte. Francke Verlag, Bern und München 1949, 4. Auflage. Verlag Schulte-Bulmke, Frankfurt a. M. 1976
Zweite Hälfte. Verlag Schulte-Bulmke, Frankfurt a. M. 1950, 4. Auflage. 1974
- Band II: Das Mittelalter: Die Frühzeit

Erste Hälfte. Verlag Schulte-Bulmke, Frankfurt a. M. 1955, 2. Auflage. 1969, 3. Auflage. 1988 bei Klostermann
Zweite Hälfte. Verlag Schulte-Bulmke, Frankfurt a. M. 1955, 2. Auflage. 1970, 3. Auflage. 1992 bei Klostermann
- Band III: Das Mittelalter: Das Hochmittelalter im Anfang

Erste Hälfte. Verlag Schulte-Bulmke, Frankfurt a. M. 1959, 2. Auflage. 1976, 3. Auflage. 1998 bei Klostermann
Zweite Hälfte. Verlag Schulte-Bulmke, Frankfurt a. M. 1962, 2. Auflage. 1979
- Band IV:

Erste Hälfte: Das Hochmittelalter in der Vollendung. Aus dem Nachlaß hrsg. v. Leo Delfoss. Verlag Schulte-Bulmke, Frankfurt a. M. 1967
Zweite Hälfte: Von der Renaissance zu den Autobiographischen Hauptwerken des 18. und 19. Jahrhunderts. Aus dem Nachlass hrsg. in der Bearbeitung von Bernd Neumann. Verlag Schulte-Bulmke, Frankfurt a. M. 1969
- Der Weg in die Philosophie. Teubner Verlag, Berlin 1926, 2., stark erweiterte Auflage Francke Verlag, Bern und Verlag Lehnen, München 1950
- Lebensphilosophie und Phänomenologie. Eine Auseinandersetzung der Diltheyschen Richtung mit Heidegger und Husserl. F. Cohen Verlag, Bonn 1930, 2. Auflage. Teubner Verlag, Leipzig und Berlin 1931, 3. Auflage. Teubner Verlag, Stuttgart 1967.
- Vom Lebens- und Gedankenkreis Wilhelm Diltheys. Verlag Schulte-Bulmke, Frankfurt a. M. 1947
- Der Aufbau der Logik auf dem Boden der Philosophie des Lebens. Göttinger Vorlesungen über Logik und Einleitung in die Theorie des Wissens. Aus dem Nachlass hrsg. von Gudrun Kühne-Bertram und Frithjof Rodi. Verlag Karl Alber, Freiburg/ München 1994, ISBN 3-495-47777-2.